# Ruamahuanui Island
Ruamahuanui Island ist eine Insel östlich der Coromandel Peninsula in der Region Waikato vor der Nordinsel von Neuseeland.

## Geographie
Die Insel zählt zu der Inselgruppe der Aldermen Islands, die rund 17 km östlich der Coromandel Peninsula im Pazifischen Ozean liegt. Ruamahuanui Island ist mit einer Größe von 30,6 Hektar die größte Insel der Inselgruppe und befindet sich rund 2 km nordnordöstlich von [[Ruamahuaiti Island|Ruamahuaiti Island]], der zweitgrößten Insel der Gruppe. Mit einer Höhe von 170 m erstreckt sich die Insel über rund 950 m in Südsüdwest-Nordnordost-Richtung und verfügt über eine maximale Breite von rund 470 m in Nordwest-Südost-Richtung. Die beiden am nächsten liegenden benannten Inseln sind The Spire, rund 150 m in östlicher Richtung und die längliche Insel Middle Island rund 320 m in westlicher Richtung. Nordnordöstlich grenzen noch zwei weitere kleine unbenannte Insel an.